# Pleurotus decipiens
Pleurotus decipiens är en svampart som beskrevs av Corner 1981. Pleurotus decipiens ingår i släktet Pleurotus och familjen musslingar.   Inga underarter finns listade i Catalogue of Life.